# Mouzinho Barreto de Lima
 Mouzinho Barreto de Lima (* 26. Juni 2002 in Maliana) ist ein momentan vereinsloser osttimoresischer Fußballspieler.

## Karriere

### Verein
Der Offensivspieler begann seine Laufbahn in der Jugend des heimischen Erstligisten Sport Laulara e Benfica, wo er 2017 im Seniorenbereich debütierte. Ende 2020 wechselte Mouzinho für eine Saison zum Ligarivalen Boavista FC und kehrte anschließend wieder zu Sport Laulara e Benfica zurück. Im Sommer 2022 ging er dann zu Angkor Tiger in der Cambodian Premier League. Dieser verlieh ihn zwischenzeitlich wieder an Sport Laulara e Benfica, bevor er zum Visakha FC wechselte. Seit dem 1. Juli 2024 ist Mouzinho nun vereinslos.

### Nationalmannschaft
Bei der U-18-Südostasinmeisterschaft in Vietnam wurde Mouzinho 2019 mit sechs Treffern Torschützenkönig des Turniers. Sein Debüt für die osttimoresische A-Nationalmannschaft gab der Stürmer am 7. Juni 2019 als 17-jähriger im Rahmen der WM-Qualifikation gegen Malaysia (1:7). Mit der Auswahl nahm er an der Südostasienmeisterschaft 2021 in Singapur teil. Bisher bestritt Mouzinho insgesamt zwölf Spiele, in denen er drei Treffer erzielen konnte.

## Auszeichnungen
- Torschützenkönig der U-18-Südostasienmeisterschaft: 2019 (6 Tore)